# Jean Cadell
Jean Cadell (* 13. September 1884 in Edinburgh, Schottland; † 24. September 1967 in London, England) war eine britische Schauspielerin.

## Leben und Karriere
In einem Zeitraum von über 50 Jahren wirkte sie sowohl auf britischen als auch auf amerikanischen Theaterbühnen, darunter viermal am Broadway und viel häufiger am Londoner West End. Daneben stand sie zwischen 1912 und 1962 für fast 60 Film- und Fernsehproduktionen vor der Kamera. Wegen ihres zumindest in ihren frühen Filmen feuerroten Haares wurde sie in dynamischen Rollen eingesetzt, etwa als scharfzüngige Ehefrau oder selbstbewusste Haushälterin. Ihr einziger Ausflug nach Hollywood war die Nebenrolle der Mrs. Micwaber in George Cukors Literaturverfilmung David Copperfield (1935), wobei allerdings ihre größte Szene – die Auswanderung ihrer Familie nach Australien – aus dem fertigen Film genommen wurde. Ansonsten trat sie in britischen Filmen auf, etwa in der George-Bernhard-Shaw-Verfilmung Der Roman eines Blumenmädchens (1938) sowie der Komödie Freut euch des Lebens (1949) aus den Ealing Studios. Anfang der 1960er-Jahre zog sie sich aus dem Schauspielgeschäft zurück.
Cadells älterer Bruder war der Künstler Francis Cadell. Sie war mit dem Schauspieler Percival Clarke verheiratet, ihr Sohn war der spätere Theateragent John Cadell (* 1915). Auch Jean Cadells Enkelkinder Patrick, Simon und Selina Cadell wurden Schauspieler.

## Filmografie (Auswahl)
- 1912: David Garrick (Kurzfilm)
- 1920: Anna the Adventuress
- 1920: Alf’s Button
- 1932: Fires of Fate
- 1933: Timbuctoo
- 1934: Little Friend
- 1935: David Copperfield
- 1936: Whom the Gods Love
- 1938: South Riding
- 1938: Der Roman eines Blumenmädchens (Pygmalion)
- 1940: Confidential Lady
- 1941: Eine ruhige Hochzeit (Quiet Wedding)
- 1942: The Young Mr. Pitt
- 1943: Dear Octopus
- 1945: Ich weiß wohin ich gehe (I Know Where I’m Going!)
- 1947: Zigeunerblut (Jassy)
- 1949: Frauen im gefährlichen Alter (That Dangerous Age)
- 1949: Marry Me
- 1949: Freut euch des Lebens (Whisky Galore!)
- 1950: Madeleine
- 1953: Meet Mr. Lucifer
- 1957: Die kleine Hütte (The Little Hut)
- 1957: Die Frau meiner Sehnsucht (Let’s Be Happy)
- 1959: Die Schamlosen (Serious Charge)
- 1959: Treppauf – treppab (Upstairs and Downstairs)
- 1961: Very Important Person
- 1962: Kommissar Maigret (Maigret, Fernsehserie, Folge 2x11)